# Trans-World-Airlines-Flug 841 (1974)
Am 8. September 1974 verunglückte eine Boeing 707 auf dem zweiten Abschnitt des interkontinentalen Linienfluges Trans-World-Airlines-Flug 841 (Flugnummer: TW841, Funkrufzeichen: TWA 841) von Tel Aviv über Athen, Rom nach New York City infolge eines Bombenanschlags, wobei alle 88 Insassen starben.

## Vorgeschichte
Nach der Vertreibung der Palästinensischen Befreiungsorganisation (PLO) aus Jordanien infolge des jordanisch-palästinensischen Bürgerkriegs verlegten die palästinensischen militärischen Organisationen ihre Hauptquartiere in den Südlibanon. In den palästinensischen Flüchtlingslagern in dieser Region rekrutierten sie Kämpfer. Südlibanon wurde oft als „Fatahland“ bezeichnet, aufgrund der fast vollständigen Kontrolle von Fatah und anderen palästinensischen Militärorganisationen über dieses offiziell libanesische Gebiet. Von dort aus führten sie Angriffe gegen Israel durch.
Im Frachtraum einer in Athen gestarteten Boeing 707 der TWA wurde am 26. August 1974 nach Ankunft in Rom-Fiumicino ein kleines Feuer entdeckt. Die Brandursache war ein Sprengsatz, der nicht richtig gezündet hatte.

## Maschine
Bei der Maschine handelte es sich um eine fünfeinhalb Jahre alte Boeing 707-331B, die im Jahr 1969 im Werk von Boeing am Boeing Field endmontiert wurde. Der Erstflug der Maschine erfolgte am 20. Februar 1969, am 7. April 1969 wurde die Boeing neu an Trans World Airlines ausgeliefert und von dieser seitdem mit dem Luftfahrzeugkennzeichen N8734 durchgehend betrieben. Es handelte sich um die 789. Boeing 707 aus laufender Produktion, die Maschine trug die Werknummer 20063. Das Langstrecken-Schmalrumpfflugzeug war mit vier Mantelstromtriebwerken des Typs Pratt & Whitney JT3D-3B ausgerüstet. Zum Zeitpunkt des Unfalls hatte die Maschine 21.733 Flugstunden absolviert.

## Besatzung und Passagiere
Die neunköpfige Besatzung des Fluges setzte sich aus den folgenden erfahrenen und qualifizierten Mitgliedern zusammen:
- Der 55-jährige Flugkapitän Donald H. Holliday hatte etwa 21.960 Flugstunden Flugerfahrungen, davon 8.280 Stunden in strahlgetriebenen Flugzeugen und 7.280 Stunden mit der Boeing 707.
- Der 36-jährige Erste Offizier Jon L. Cheshire trat am 4. Januar 1965 in den Dienst bei TWA. Cheshire hatte insgesamt etwa 9.139 Stunden Flugerfahrung, davon 5.311 Stunden mit der Boeing 707.
- Der 37-jährige Flugingenieur Ralph H. Bosh begann seine Tätigkeit bei TWA am 27. Mai 1966. Insgesamt hatte er etwa 6.634 Stunden Flugerfahrung, davon 3.548 Stunden mit der Boeing 707.
- Darüber hinaus waren die Flugbegleiter Gianpaolo Molteni, Silvia T. Buhler, Alja Bunk, Isabella Lucci-Masera, Angela Magnoni und Lajwanti Kripalani an Bord.

## Unfallhergang
Alle Uhrzeiten entsprechen der UTC
Die Boeing 707 startete um 6:13 Uhr in Tel Aviv mit einer Verspätung von 43 Minuten. Es befanden sich 105 Fluggäste an Bord. Grund dafür waren Sicherheitsmaßnahmen. Die Landung in Athen erfolgte um 8:04 Uhr. Nach einem Tankstopp, dem Aussteigen von 56 Fluggästen und dem Zustieg weiterer 30 Fluggäste startete die Maschine um 9:12 Uhr zum Weiterflug nach Rom. Die Flugdauer sollte eine Stunde und 48 Minuten betragen. Um 9:30 Uhr bestätigten die Piloten die ihnen zugewiesene Höhe von 28.000 ft (ca. 8500 m) und gaben an, dass sie sich beim Erreichen des Fluginformationsgebietes (FIR) melden. Dies war der letzte Funkkontakt.
Um 9:39 Uhr meldeten die Piloten einer in Richtung Osten auf dem Pan-Am-Flug 110 fliegenden Boeing 707 der Pan American World Airways den Einflug in den Flugkontrollbereich Athen. Um 9:40 Uhr, eine Minute später, meldeten die Pan-Am-Piloten die Sichtung eines Flugzeugs mit vier Triebwerken, das brennend abstürzte. Da die Funkverbindung schwach war, fungierte eine andere Maschine auf dem Olympic-Airways-Flug 201 als Überbrückungskontakt. In den nächsten Minuten versuchten sowohl die Piloten der Maschine der Olympic Airways als auch die Flugsicherung in Athen Kontakt mit den Piloten der TWA-Maschine aufzunehmen, was ihnen jedoch nicht gelang. 
Gegen 09:43 Uhr nahmen die Piloten der Maschine von Olympic Airways Kontakt mit der Pan-Am-Maschine auf und fragten deren Piloten, nach dem Flugzeugtyp der Maschine, die diese brennend abstürzen gesehen hatten. Die Piloten der Pan-Am-Maschine antworteten, dass es sich um ein Missverständnis handele, da das Flugzeug nicht in Brand gewesen sei. Der Pilot der Pan-Am-Maschine erklärte, dass das Flugzeug eine Boeing 707 der TWA gewesen sei. Er berichtete weiter, dass offenbar ein Triebwerk vom Flugzeug abgerissen sei. Auf die Frage, ob er gesehen habe, wie das Triebwerk oder das Flugzeug selbst zu Boden gestürzt seien, antwortete der Pilot, dass er beides nicht gesehen habe, aber dass das Flugzeug steil aufwärts genickt und sich daraufhin in Rückenlage gedreht habe, bevor es in einen Sturzflug und schließlich in eine langsame Spiralbewegung übergegangen sei.

## Ermittlungen
Nachdem die Beschreibung des Absturzes gegeben wurde, nahm die Flugsicherung in Athen sofort Kontakt mit anderen Kontrollzentren, darunter Brindisi, auf und informierte nahegelegene Flughäfen. Zudem wurde das griechische Such- und Rettungszentrum benachrichtigt, das umgehend ein C-47-Flugzeug entsandte. Etwa zweieinhalb Stunden nach dem Vorfall meldete die Besatzung der C-47 eine Entdeckung von Trümmern und Leichenteilen bei den Koordinaten 38° 25' nördlicher Breite und 19° 22' östlicher Länge, was die genaue Absturzstelle des TWA-Flugzeugs bestätigte. Zweieinhalb Stunden nach dem Absturz wurden die ersten Trümmer und Leichen gefunden.
Das National Transportation Safety Board übernahm nach dem Unfall die Untersuchungen zur Unfallursache. Im Rahmen der Untersuchung des Zwischenfalls wurde ein beschädigter Koffer geborgen, dessen Deckel an mehreren Stellen durchstochen und aufgerissen war. Auf dem Kunststoffmaterial des Kofferdeckels waren zudem schwarze Ablagerungen sichtbar. Der Deckel wurde vorsichtig vom Rahmen des Koffers entfernt, um eine Zwischenlage aus Schaumstoff und eine innere Kunststoffbeschichtung freizulegen. Dabei stellte sich heraus, dass die innere Kunststoffschicht nicht durchdrungen worden war, und die Materialien, die das äußere Kunststoffmaterial perforiert hatten, im Schaumstoff steckten. Eine detaillierte Analyse dieser Partikel, die sowohl metallische als auch nicht-metallische Bestandteile enthielten, wurde in einem Labor durchgeführt. Zudem wurde ein zweiter, ähnlicher Kofferdeckel, möglicherweise aus einem passenden Paar, geborgen. Auch dieser wies schwarze Verfärbungen und Risse im Stoff auf, was auf eine ähnliche Art der Beschädigung hinwies. 
Zusätzlich wurde ein Abschnitt eines Bodenpaneels geborgen, der deutliche Penetrationsspuren aufwies. Dieser Abschnitt des Bodenpaneels wurde in vier Teile zerlegt und zusammengesetzt. Die Untersuchung ergab, dass das Paneel von unten durchdrungen worden war, wobei die äußere Schicht des Paneels durchlöchert wurde. Ein Metallstück war in den Kunststoffkern des Paneels, einer Sandwichkonstruktion aus Metall, eingedrungen. Das Metallstück wurde ebenfalls im Labor untersucht, um die Quelle und die Art der Beschädigung zu bestimmen. 
An den Körpern der Insassen der Maschine konnten keine Hinweise für eine Sprengstoffexplosion gefunden werden. Die Ermittler schlossen daraus, dass eine Bombe im hinteren Frachtabteil unterhalb des Kabinenbodens detoniert war. Die Bombe habe dabei die Steuerleitungen für die Höhenruder beschädigt, wodurch eine gewaltsame Nickbewegung der Maschine nach oben verursacht wurde. 
Die Flugschreiber der Maschine wurden nie geborgen und befinden sich in einer Wassertiefe von 3.164 Metern. Als die Haupttrümmerteile des Flugzeugs lokalisiert wurden, hatte man bereits eindeutige Hinweise auf eine Bombenexplosion gefunden. Aufgrund dieser Erkenntnisse entschied man, dass die potenziellen Informationen, die die Flugschreiber noch liefern könnten, die hohen Kosten und die Schwierigkeiten einer Bergung nicht rechtfertigten.